# Ido Exbard
Ido Exbard (hebräisch עידו אקסברד; * 16. Dezember 1988 in Tel Aviv-Jaffa) ist ein israelischer Fußballspieler.

## Karriere
Exbard begann seine Karriere in der Jugendabteilung von Maccabi Tel Aviv. 1998 wechselte er in die Jugendabteilung von Beitar Shimshon Tel Aviv, wo er in die A-Mannschaft aufstieg. In der Saison 2007/08 spielte er im Halbfinale des Israel State Cup, als Beitar Shimshon Tel Aviv in der dritten Liga spielte. Im Sommer 2008 sollte er das Team verlassen, aber Probleme bei der Freigabe durch Beitar Shimshon führten dazu, dass er noch zwei weitere Saisons für sie spielte. In der Saison 2009/10 erzielte er 13 Tore in der zweiten Liga für Beitar Shimshon.
Nach langwierigen Verhandlungen und Interventionen des Players Status Committee wechselte Exbard in der Saison 2010/11 zu Hapoel Petah Tikva.
In der Saison 2011/12 unterzeichnete Exbard einen Vierjahresvertrag mit Hapoel Be’er Scheva.
Exbard wechselte zu Maccabi Netanya. In der nächsten Saison wechselte Ido zu Maccabi Ahi Nazareth, was seine bisher beste Saison war, da er 21 Ligatore und 5 Tore im Staatspokal erzielte.